# 叙斯萊特克山
47°16′03″N 13°59′54″E / 47.267584°N 13.998320°E
叙斯萊特克山（德語：Süßleiteck），是奧地利的山峰，位於該國東南部，由施泰爾馬克州負責管轄，屬於施拉德明陶恩山脈的一部分，海拔高度2,507米，每年平均降雨量1,759毫米。